# Loxton (Australia)
Loxton è una città dell'Australia Meridionale (Australia); essa si trova 250 chilometri a nord-est di Adelaide ed è la sede della Municipalità di Loxton Waikerie. Al censimento del 2011 contava 3.795 abitanti.